# Son enfant
Pour plus de détails, voir Fiche technique et Distribution.
Son enfant (titre original : The Child Thou Gavest Me) est un un film muet américain réalisé par John M. Stahl et sorti en 1921.

## Synopsis
Le film commence par un mariage. Au cours de la cérémonie, l'enfant illégitime de la mariée apparaît. Le mariage est maintenu pour les convenances, mais au sein du couple la jalousie du mari entraîne des conflits.

## Fiche technique
- Titre original : The Child Thou Gavest Me
- Réalisation : John M. Stahl
- Scénario : Chester L. Roberts d'après une histoire de Perry N. Vekroff
- Production : John M. Stahl Productions
- Photographie : Ernest Palmer
- Montage : Madge Tyrone (en)
- Distributeur : Associated First National Pictures
- Durée : 60 minutes (6 bobines)[1]
- Date de sortie : 20 août 1921

## Distribution
- Barbara Castleton : Norma Huntley
- Adele Farrington : sa mère
- Winter Hall : son père
- Lewis Stone : Edward Berkeley
- William Desmond : Tom Marshall
- Richard Headrick : Bobby

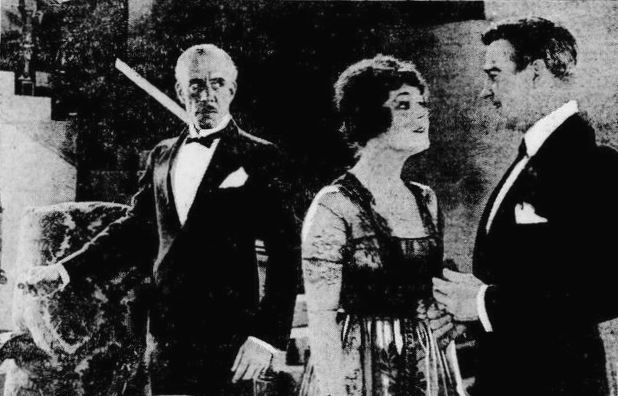
Lewis Stone, Barbara Castleton et William Desmond dans une scène du film.

- Mary Elizabeth Forbes : la gouvernante